# 장정연 (육상 선수)
장정연(1977년 4월 6일~)은 대한민국의 육상 선수, 지도자이다. 2004년 하계 올림픽에 대한민국 국가대표로 참가했으며, 같은 해에 전국 육상 선수권 대회에서 60.92m의 기록을 내며 현 여자 창던지기 대한민국 최고 기록을 보유하고 있다. 종교는 불교다.